# Пророчество Неферти
«Пророчество Неферти» (устар. «Ноферреху») — один из немногих сохранившихся текстов древнеегипетской литературы, хранящийся в Государственном Эрмитаже Санкт-Петербурга. Текст восходит к эпохе Среднего Царства, к XIX—XVIII векам до н. э. и мог появиться в правление Аменемхета I (XII династия) или после его смерти.

## Содержание
События повествования начинаются в период правления фараона Снофру (ок. 2543—2510 до н. э.) — первого фараона IV династии, отца Хеопса.

Повелевает фараон своим чиновникам привести ко двору мудреца, чтобы получить развлечение и назидание. Ему советуют:
Есть великий маг души Исиды, государь, наш владыка, его имя Неферти. Он неджес, сильный своей рукой, он — писец, отменный своими пальцами, он — знатный муж, у которого больше вещей, чем у подобных ему, он — владыка изречений…
Вероятно, подразумевается, что Неферти наблюдал за звездой Исиды — Сириусом, то есть следил за календарём, отмерял время. Гелиопольский жрец богини Исиды Неферти предсказывает нашествие на Египет с Востока, передел собственности, природные катаклизмы, голод и противоречия внутри общества:
…придут азиаты в своей силе, когда они ожесточат сердца тех, кто будет на жатве, когда они отнимут упряжки с пахоты… будут повержены вельможи в стране… День будет начинаться преступлением; страна погибнет без остатка, без того, чтобы осталась запись о её судьбе… Один будет убивать другого. Я показываю тебе сына в виде врага, брата в виде противника. Человек будет убивать своего отца… Будет страна мала, а её руководители многочисленны; она будет опустошена, хотя её доходы велики…
Неферти предрекает появление царя-южанина Имени (Аменемхет I), «кто примет белую корону и возложит красную корону. Он соединит двойную корону. Он умиротворит Гора и Сета тем, что они любят». Установит порядок Маат новый фараон в стране, изгонит врагов, отстроит приграничные стены.
Правда придёт на своё место, а неправда будет устранена. Радуйся тот, кто увидит, тот, кто будет следовать за царём. Мудрец принесёт мне жертву, когда увидит, что то, о чём я говорил, происходит.
Так оканчивается повествование. Имя писца сохранилось не полностью — «Писец [Мех]…»

## Анализ произведения
Автор произведения намеренно удревняет его — переносит события в Древнее царство, чтобы придать большую силу воздействия. Произведение рассматривается не только как пропагандистский текст, утверждающий легитимность XII династии, захватившей власть у Ментухотепов, фараонов XI династии, но и как поэтический плач о катастрофах, которые наступили в Египте в течении первого переходного периода, художественное достоинство которого значительно превосходит его политическое значение.
Произведение условно делится три части: прозаическое введение (строки 1—19), пророчество о смутах и бедствиях (строки 20—57) и пророчество о воцарении царя-южанина, при котором несчастья прекратятся и восторжествует правда (строки 58—71). Как в целом ряде древнеегипетских памятников, «Пророчество» имеет рамку, написанную прозой, и основную часть, написанную поэтическим языком. Введение по своему содержанию напоминает начало сказок из папируса Весткар, описания бедствий во второй части — другие египетские литературные памятники: «Разговор разочарованного со своим Ба», «Размышления Хахаперрасенеба» и «Речения Ипувера» (№ 339, Лейденский музей).